# Byurakn
Byurakn là một đô thị thuộc tỉnh Shirak, Armenia. Dân số ước tính năm 2011 là 919 người.